# Peqin distrikt
Peqinis distrikt (albanska: Rrethi i Peqinit) var ett av Albaniens 36 distrikt. Det hade ett invånarantal på 33 000 och en area av 19 km². Det var beläget i mellersta Albanien, och dess centralort var Peqini.